# Gran Premio Industria e Commercio di Prato 2006
Il Gran Premio Industria e Commercio di Prato 2006, sessantunesima edizione della corsa e valida come evento dell'UCI Europe Tour 2006, si svolse il 17 settembre 2006, per un percorso totale di 179 km. Fu vinto dall'italiano Daniele Bennati che giunse al traguardo con il tempo di 3h59'00" alla media di 44,93 km/h.

## Ordine d'arrivo (Top 10)
| Pos. | Corridore             | Squadra       | Tempo    |
| ---- | --------------------- | ------------- | -------- |
| 1    | Daniele Bennati       | Lampre        | 3h59'00" |
| 2    | Giovanni Visconti     | Team Milram   | s.t.     |
| 3    | Marco Marcato         | 3C-Androni    | s.t.     |
| 4    | Simone Masciarelli    | Acqua & Sap.  | s.t.     |
| 5    | Krzysztof Szczawinski | Cer. Flaminia | s.t.     |
| 6    | Giairo Ermeti         | LPR           | s.t.     |
| 7    | Santo Anzà            | Selle Italia  | s.t.     |
| 8    | Manuele Spadi         | Cer. Flaminia | s.t.     |
| 9    | Devis Miorin          | Team Endeka   | s.t.     |
| 10   | Gabriele Missaglia    | Selle Italia  | s.t.     |